# Victor Larroudé
Pas d'image ? Cliquez ici

a Compétitions nationales et continentales officielles uniquement.

b Matchs officiels uniquement.
Victor Larroudé, né le 27 avril 1931 à Soustons et mort le 4 décembre 2007 à Dax, est un joueur de rugby à XV et de rugby à XIII évoluant au poste de centre à XV et de centre ou demi d'ouverture en XIII.
Il dispute le championnat de France de rugby à XV avec l'AS Soustons de 1950 à 1954 avant un départ en rugby à XIII en rejoignant Lyon, alors club phare du championnat de France de rugby à XIII. Champion de France cette même année, bien qu'il ne dispute pas la finale, il est sélectionné en équipe de France  pour disputer la tournée 1955 en Australie et Nouvelle-Zélande. Il y prend part à plusieurs matchs amicaux mais aucun officiel au nombre de cinq au cours de cette tournée. 
Son petit-fils Olivier Klemenczak joue au rugby à XV et est sélectionné en équipe de France de rugby à sept.

## Biographie
En octobre 1954, il quitte l'AS Soustons pour signer à Lyon en rugby à XIII et intègre l'équipe entraînée par Charles Petit en même temps que Gérard Dautant et Mollard. Lyon est alors l'un des clubs phares du XIII français où se trouvent Élie Brousse, Joseph Crespo et Jean Audoubert. Son intégration en XIII est une réussite. Titulaire au centre dans l'équipe lyonnaise, il est appelé en équipe de France dès février 1955 avec ses coéquipiers Roger Rey, Guy Lucia, Joseph Vanel et Lecuyer, en vue d'une revue d'effectif dans l'optique de la tournée aux Antipodes prévue au printemps. Intégré à l'équipe nommée « équipe du reste », cette sélection affronte les habituels titulaires de l'équipe de France où se trouvent ses coéquipiers Audoubert, Maurice Voron, Crespo et Joseph Krawczyk. Lyon remporte le Championnat de France bien que Larroudé ne dispute pas la finale. Finalement, pour la tournée 1955 en Australie-Nouvelle-Zélande, moins d'un an après son passage au XIII, Larroudé est sélectionné dans cette optique. Il prend part à plusieurs rencontres amicaux mais à aucune des cinq rencontres officielles de cette tournée victorieuse de l'équipe de France avec deux victoires contre l'Australie et une contre la Nouvelle-Zélande.

## Palmarès
- Collectif : 
  - Vainqueur du championnat de France : 1955[Note 1] (Lyon).

### En club
| Saison    | Saison | Championnat           | Championnat | Championnat | Championnat | Championnat | Championnat | Championnat |
| Saison    | Saison | Compétition           | M           | Pts         | Ess.        | Buts        | Dp.         |             |
| --------- | ------ | --------------------- | ----------- | ----------- | ----------- | ----------- | ----------- | ----------- |
| 1954-1955 | Lyon   | Championnat de France | ?           | -           | -           | -           | -           |             |
| 1955-1956 | Lyon   | Championnat de France | ?           | -           | -           | -           | -           |             |